# Flipper (játék)

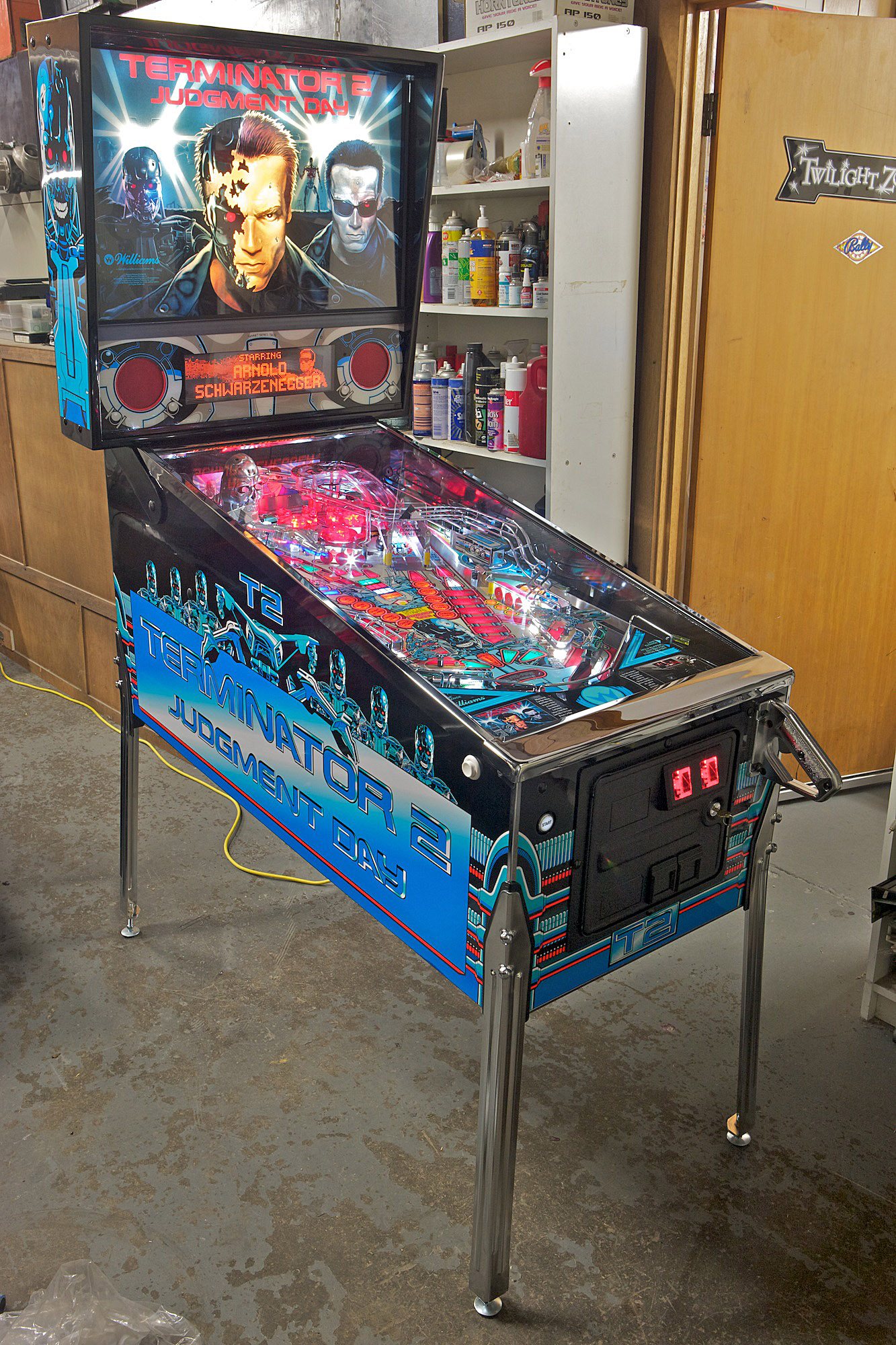
Játéktermi gép Terminátor 2. – Az ítélet napja tematikával

A flipper (angolul: pinball) egy játéktermi, elektromechanikus játék, aminél a játékos feladata az egy vagy több golyó játéktéren tartása a mozgatható lapátokkal. A játéktér felületét többnyire üveg fedi.

## Működése
A játékos (zseton bedobása után) meghúz, majd elenged egy kart a gép jobb oldalán, amivel elindít egy fémgolyót a szerkezetben (aminek látványos, tematikus felülete van, például Vadnyugat, vagy világűr , legendás filmek - rajzfilmek stb). A golyó rugós szerkezetekhez ütközik, ide-oda pattog, közben az érintkezéskor a gép csilingel, vagy más hangokat ad ki, és a játékos ilyenkor pontokat kap. Cél: a golyó mozgásban tartása a lehető leghosszabb ideig, illetve maximális számú pontok gyűjtése, amit két gomb megfelelő időben való gyors megnyomásával tud a játékos elérni, ha a golyó éppen odaér, ezek hatására a golyót vissza lehet pöckölni a játéktérbe, és az tovább tud pattogni ide-oda.
A játéktér „lefelé”, a játékos felé lejt, tehát a golyó mindenképpen lefelé tart és általában vagy pontosan középen, vagy valamelyik oldalon elhelyezett lyukba begurul. A játék során meghatározott számú golyót lehet csak indítani (de lehetőség van extra golyó megszerzésére, aminek speciális feltételei vannak).
A játék továbbfejlesztett változata egyfajta „történet-módot” tartalmaz, ami azt jelenti, hogy a játékosnak a golyót meghatározott sorrendben kell bizonyos helyekre eljuttatnia.

## A szó eredete
Az angol flipper szó jelentése: uszony.

## Története

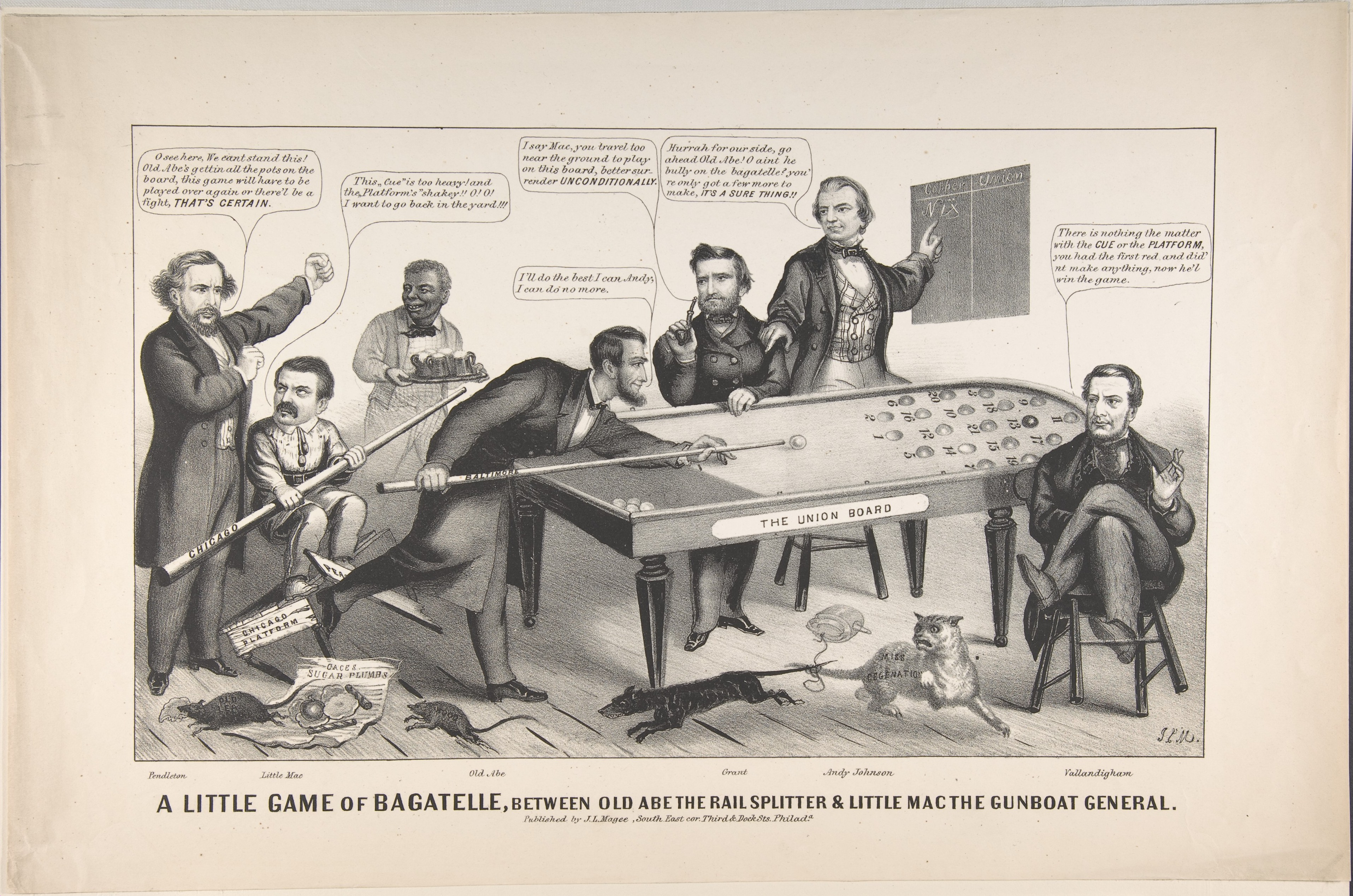
Illusztráció egy bagatelle játékról (1864).

Története az 1800-as évekre nyúlik vissza. Egy korai elődje a bagatelle játék, amellyel a francia nemesek játszottak XIV. Lajos francia király uralkodásának idején. Ennek a játéknak a lényege, hogy a játékos egy kis dákóval az asztalon található lyukakba juttassa a golyót.
1869-ben Montague Redgrave brit származású, Amerikai Egyesült Államokban letelepedett feltaláló kezdett el gyártani bagatelle játékot az Ohio állambeli Cincinnatiben, majd 1871-ben #115,357 számon szabadalmat jegyzett be az amerikai szabadalmi hivatalnál, amelyben többek között az szerepelt, hogy a korábbi dákót egy rugós karra cserélte.
A modern flipper az 1930-as években jött létre, ami már elektromechanikus volt, és bedobható érmével működött.
A flipper játékot betiltották 1942-ben New Yorkban és más államokban is. A tiltás az 1970-es évek végéig fennállt. A tiltás oka az volt, hogy a gépeket szerencsejátéknak tekintették, és nem „ügyességi játék”-nak.

## Külső hivatkozások
- Budapesti Flippermúzeum honlapja (magyarul)
- Internet Pinball Database Online kereshető flippergép-adatbázis (angolul)